# Komarivka, Teplîk
Komarivka (în ucraineană Комарівка) este localitatea de reședință a comunei Komarivka din raionul Teplîk, regiunea Vinnița, Ucraina.

## Demografie
Componența lingvistică a localității Komarivka
     Ucraineană (99,44%)
     Alte limbi (0,56%)
Conform recensământului din 2001, majoritatea populației localității Komarivka era vorbitoare de ucraineană (99,44%), existând în minoritate și vorbitori de alte limbi.